# The Wiz (film)
Pour les articles homonymes, voir Le Magicien d'Oz.
Ne doit pas être confondu avec The Wiz.
Pour plus de détails, voir Fiche technique et Distribution.
The Wiz (Le Magicien au Québec) est un film musical américain réalisé par Sidney Lumet et sorti en 1978. Il s'agit d'une adaptation de la comédie musicale du même nom, créée au Majestic Theatre de Broadway en 1975, elle-même basée sur le roman Le Magicien d'Oz (1900) de Lyman Frank Baum.

## Synopsis
Dorothy est une institutrice new-yorkaise de 24 ans, timide et réservée, qui se retrouve emportée par une tornade dans le pays d'Oz, où elle devra apprendre à se connaître elle-même.

## Fiche technique
Sauf indication contraire, les informations mentionnées dans cette section peuvent être confirmées par la base de données cinématographiques IMDb,  présente dans la section « Liens externes ».
- Titre : The Wiz
- Titre québécois : Le Magicien
- Réalisation : Sidney Lumet
- Scénario :  Joel Schumacher, d'après la comédie musicale The Wiz de Charlie Smalls
- Musique : Charlie Smalls
- Paroles : Charlie Smalls
- Orchestrations : Quincy Jones (supervision), Mendel Balitz, Chris Boardman, Ralph Ferraro, Bob Florence, Bob Freedman, Richard Hazard, Greig McRitchie, Pete Meyers, Wayne Robinson
- Direction musicale : Robert N. Tucker Jr., Frank Owens, Quincy Jones
- Chorégraphie : Louis Johnson
- Direction artistique :  Philip Rosenberg
- Décors : Tony Walton
- Costumes : Tony Walton, Miles White et Anna Hill Johnstone
- Directeur de la photographie : Oswald Morris
- Effets spéciaux : Al Griswold
- Son : Jack Fitzstephens
- Montage : Dede Allen
- Producteur : Rob Cohen
- Société de production : Motown Productions
- Distribution : Universal Pictures
- Budget : 24 000 000 USD
- Pays de production :  États-Unis
- Langue originale : anglais
- Format : Couleurs - 1,85:1 (35 mm) - son Dolby
- Durée : 134 minutes
- Dates de sortie : 
  - États-Unis : 24 octobre 1978
  - France : 4 avril 1984
- Affiche : Bill Gold (États-Unis)

## Distribution
- Diana Ross (VF : Maïk Darah ; Magali Barney) : Dorothy
- Michael Jackson (VF : Luq Hamet ; Alexandre Gillet) : Scarecrow (L'épouvantail)
- Nipsey Russell (VF : Tola Koukoui ; Greg Germain) : Tinman (L'homme de fer-blanc)
- Ted Ross (VF : Robert Liensol ; Patrick Messe) : Lion / Fleetwood Coupe de Ville
- Mabel King (VF : Élisabeth Wiener) : Evillene
- Theresa Merritt (VF : Denise Metmer) : Aunt Emma (Tante Emma)
- Thelma Carpenter (VF : Michèle Bardollet) : Miss One
- Lena Horne (VF : Paule Emanuele ; Marie-Martine) : Glinda the Good (Glinda la bonne fée)
- Richard Pryor (VF : Umbañ U Kset ; Michel Dodane) : le magicien / Herman Smith
- Stanley Greene (VF : Jean-Michel Martial) : Uncle Henry (Oncle Harry)
- Clyde J. Barrett : Subway Peddler (Mendiant du métro)
- Derrick Bell : The Four Crows (Les Quatre corbeaux)
- Roderick-Spencer Sibert : The Four Crows (Les Quatre corbeaux)
- Kashka Banjoko : The Four Crows (Les Quatre corbeaux)
- Ronald « Smokey » Stevens : The Four Crows (Les Quatre corbeaux)

## Production
Produit par la division cinématographique de Motown, le film donne la part belle à Diana Ross et Michael Jackson. La musique de Charlie Smalls est solidement épaulée par des compositions originales ou des arrangements de Quincy Jones, Nick Ashford et Valerie Simpson.

## Bande originale
Toutes les chansons sont écrites et composées par Charlie Smalls, sauf exceptions notées.
| Liste des titres | Liste des titres                                                                 | Liste des titres                                  | Liste des titres                                       | Liste des titres | Liste des titres | Liste des titres | Liste des titres | Liste des titres | Liste des titres |
| No               | Titre                                                                            | Auteur                                            | Interprète                                             | Durée            |                  |                  |                  |                  |                  |
| ---------------- | -------------------------------------------------------------------------------- | ------------------------------------------------- | ------------------------------------------------------ | ---------------- | ---------------- | ---------------- | ---------------- | ---------------- | ---------------- |
| 1.               | Main Title (Overture, Part One)                                                  |                                                   | instrumentale                                          | 2:36             |                  |                  |                  |                  |                  |
| 2.               | Overture (Part Two)                                                              |                                                   | instrumentale                                          | 1:57             |                  |                  |                  |                  |                  |
| 3.               | The Feeling That We Had                                                          |                                                   | Theresa Merritt & chœurs                               | 3:26             |                  |                  |                  |                  |                  |
| 4.               | Can I Go On?                                                                     | Quincy Jones, Nickolas Ashford et Valerie Simpson | Diana Ross                                             | 1:56             |                  |                  |                  |                  |                  |
| 5.               | Glinda's Theme                                                                   |                                                   | instrumentale                                          | 1:10             |                  |                  |                  |                  |                  |
| 6.               | He's the Wizard                                                                  |                                                   | Thelma Carpenter & chœurs                              | 4:09             |                  |                  |                  |                  |                  |
| 7.               | Soon As I Get Home / Home                                                        |                                                   | Diana Ross                                             | 4:04             |                  |                  |                  |                  |                  |
| 8.               | You Can't Win                                                                    |                                                   | Michael Jackson                                        | 3:14             |                  |                  |                  |                  |                  |
| 9.               | Ease on Down the Road #1                                                         |                                                   | Diana Ross & Michael Jackson                           | 3:55             |                  |                  |                  |                  |                  |
| 10.              | What Would I Do If I Could Feel?                                                 |                                                   | Nipsey Russell                                         | 2:18             |                  |                  |                  |                  |                  |
| 11.              | Slide Some Oil to Me                                                             |                                                   | Nipsey Russell                                         | 2:51             |                  |                  |                  |                  |                  |
| 12.              | Ease on Down the Road #2                                                         |                                                   | Diana Ross, Michael Jackson & Nipsey Russell           | 1:31             |                  |                  |                  |                  |                  |
| 13.              | I'm a Mean Ole Lion                                                              |                                                   | Ted Ross                                               | 2:24             |                  |                  |                  |                  |                  |
| 14.              | Ease on Down the Road #3                                                         |                                                   | Diana Ross, Michael Jackson, Nipsey Russell & Ted Ross | 1:26             |                  |                  |                  |                  |                  |
| 15.              | Poppy Girls Theme                                                                | Anthony Jackson                                   | instrumentale                                          | 3:27             |                  |                  |                  |                  |                  |
| 16.              | Be a Lion                                                                        |                                                   | Diana Ross, Michael Jackson, Nipsey Russell & Ted Ross | 4:04             |                  |                  |                  |                  |                  |
| 17.              | End of the Yellow Brick Road                                                     |                                                   | instrumentale                                          | 1:01             |                  |                  |                  |                  |                  |
| 18.              | Emerald City Sequence                                                            | (musique : Jones, paroles : Smalls)               | Chorus                                                 | 6:44             |                  |                  |                  |                  |                  |
| 19.              | So You Wanted to See the Wizard (dialogue)                                       |                                                   | Richard Pryor                                          | 2:46             |                  |                  |                  |                  |                  |
| 20.              | Is This What Feeling Gets? (Dorothy's Theme) (version non utilisée dans le film) | (musique : Jones, paroles : Ashford & Simpson)    | Diana Ross                                             | 3:21             |                  |                  |                  |                  |                  |
| 21.              | Don't Nobody Bring Me No Bad News                                                |                                                   | Mabel King & chœurs                                    | 3:03             |                  |                  |                  |                  |                  |
| 22.              | Everybody Rejoice / A Brand New Day                                              | Luther Vandross                                   | Diana Ross, Michael Jackson, Nipsey Russell & Ted Ross | 7:49             |                  |                  |                  |                  |                  |
| 23.              | Believe in Yourself (Dorothy)                                                    |                                                   | Diana Ross                                             | 2:55             |                  |                  |                  |                  |                  |
| 24.              | The Good Witch Glinda                                                            |                                                   | instrumentale                                          | 1:09             |                  |                  |                  |                  |                  |
| 25.              | Believe in Yourself (Reprise)                                                    |                                                   | Lena Horne                                             | 2:15             |                  |                  |                  |                  |                  |
| 26.              | Home (Finale)                                                                    |                                                   | Diana Ross                                             | 4:03             |                  |                  |                  |                  |                  |
| 1:16:22          |                                                                                  |                                                   |                                                        |                  |                  |                  |                  |                  |                  |

## Accueil et critiques
La critique a jugé la distribution « opportuniste » car celle-ci évinçait des légendes de Broadway comme Hinton Battle[réf. nécessaire]. Le film fut un « flop » avec 13 millions de dollars de recettes pour un budget de 24 millions de dollars (presque deux fois plus que celui de Star Wars, sorti l'année précédente).

## Distinctions

### Nominations
- Oscars 1979 :
  - Meilleure direction artistique : Tony Walton, Philip Rosenberg, Edward Stewart, Robert Drumheller
  - Meilleurs costumes : Tony Walton
  - Meilleure photographie : Oswald Morris
  - Meilleure adaptation musicale : Quincy Jones